# Мищенко, Евгений Фролович

Могила Мищенко на Троекуровском кладбище Москвы.

Евге́ний Фро́лович Ми́щенко (9 марта 1922 года, деревня Хотиловка, ныне в составе муниципального образования «Город Вязники» — 20 июля 2010 года, Москва) — российский советский математик, академик РАН (с 1991, с 1984 — АН СССР), доктор физико-математических наук, профессор, специалист в области теории дифференциальных уравнений и процессов управления, один из создателей современной математической теории управления.

## Биография
Е. Ф. Мищенко родился недалеко от станции Вязники Владимирской губернии. Окончил среднюю школу в поселке Новые Вязники той же области. В старших классах заинтересовался математикой и под влиянием школьного учителя начал посещать лекции известного физика А. А. Андронова и его сотрудников в Горьком. Кроме того, он вступил в переписку с П. С. Александровым, который поддержал талантливого школьника.
В 1940—1946 годах Е. Ф. Мищенко находился в действующей армии (в 1941—1944 — на Карельском фронте). Награждён орденом Красной Звезды. В 1942 году ошибочно признан погибшим.
В 1946 г. поступил на механико-математический факультет МГУ, по окончании которого (1951) был оставлен в аспирантуре на кафедре геометрии и топологии (1951—1953). Всё это время его руководителем был П. С. Александров.
В начале 1950-х начал деятельное сотрудничество с Л. С. Понтрягиным и вскоре стал одним из его ближайших сотрудников, полностью переключившись на теорию дифференциальных уравнений и процессов управления. С 1954 года и до конца жизни работал в Математическом институте им. В. А. Стеклова РАН (МИАН). С 1994 года — главный научный сотрудник МИАН (в 1959—1994 годах — заместитель директора), член Бюро Отделения математики РАН, советник РАН (с 1994 года). C 1987 по 2010 год был главным редактором журнала «Труды Математического института им. В. А. Стеклова».
Похоронен на Троекуровском кладбище Москвы.

## Научная деятельность
Исследования Е. Ф. Мищенко охватывают различные области чистой и прикладной математики: топологию, теорию обыкновенных дифференциальных уравнений (теория сингулярных возмущений), теорию колебаний, теорию оптимизации и дифференциальные игры.
Автор около 100 научных работ, в том числе 4-х монографий, среди которых написанная совместно с Л. С. Понтрягиным, В. Г. Болтянским и Р. В. Гамкрелидзе «Математическая теория оптимальных процессов» (1961) и подготовленная вместе с учениками монография «Периодические движения и бифуркационные процессы в сингулярно возмущенных системах» (1995). Читал курс «Дифференциальные уравнения» в Московском физико-техническом институте.

## Награды и звания
- Орден Красной Звезды (1944)
- Орден Трудового Красного Знамени (1975)
- Орден Октябрьской Революции (1982)
- Орден Отечественной войны I степени (1985)
- Орден «За заслуги перед Отечеством» IV степени (1999) — за большой вклад в развитие отечественной науки, подготовку высококвалифицированных кадров и в связи с 275-летием Российской академии наук[6]

Вклад Евгения Фроловича в науку отмечен Ленинской премией (1962), премией имени Н. М. Крылова (1980), премией МАИК-Наука (1998) и Демидовской премией (2008).

## Публикации
- Понтрягин Л. С., Болтянский В. Г., Гамкрелидзе Р. В., Мищенко Е. Ф. . Математическая теория оптимальных процессов. — М.: Физматгиз, 1961.
- Мищенко Е. Ф. . Асимптотическая теория релаксационных колебаний, описываемых системами второго порядка. — Матем. сборник, 44(86). — 1958. — С. 457–480.
- Мищенко Е. Ф. . Асимптотическое вычисление периодических решений систем дифференциальных уравнений, содержащих малые параметры при производных. — Известия АН СССР. — 1957. — С. 627–654. — (серия матем., 21).
- Мищенко Е. Ф., Колесов А. Ю. . Асимптотическая теория релаксационных колебаний. — Труды Матем. института им. В. А. Стеклова, 197. — 1991. — С. 3–84.
- Мищенко Е. Ф. . О некоторых игровых задачах преследования и уклонения от встречи. — Автоматика и телемеханика № 9. — 1972. — С. 24–30.
- Мищенко Е. Ф., Садовничий В. А., Колесов А. Ю., Розов Н. Х.  . Автоволновые процессы в нелинейных средах с диффузией. — М.: Физматлит, 2005.